# Фон Мартиус, Карл Александр
Карл Александр Фон Мартиус  (нем. Carl Alexander von Martius; 19 января 1838, Мюнхен — 26 февраля 1920, Nonn, Бавария) — немецкий химик и промышленник.

## Семья
Карл Александр фон Мартиус происходил из семьи родом из Умбрии, приехавшей в Венгрию с ученым Галеоттом Мартиусом (1427—1497) в 1461 году в качестве секретаря и учителя при дворе короля Матиаса Корвинуса и в 1731 году с пастором и княжеским Бранденбург- Кульмбахер - инспектор Георг Мартиус в Редвице-ан-дер-Родах и вместе с ним наглядно представлены впервые в Германии. Карл Мартиус, сын ботаника и естествоиспытателя Карла Фридриха Филиппа Мартиуса, выросший в баварском дворянстве в 1820 году. (1794–1868), женился 15 мая 1872 г. в Берлине на Маргарете Фейт (родилась 24 августа 1853 г. в Берлине; умерла 1 августа 1926 г. в Штауффенхофе близ Нонна). Мартиус был возведен в потомственное дворянство 16 февраля 1903 года Вильгельмом II как королем Пруссии. 

## Жизнь
Мартиус изучал химию. В 1859 году он стал членом Бременского корпуса. Он был учеником Юстуса фон Либиха и помощником Августа Вильгельма фон Гофмана в Лондоне и Берлине. В исследованиях, а затем и в производстве он посвятил себя прежде всего получению анилинового масла и анилиновых красителей из продуктов перегонки смолы. В 1867 году Мартиус открыл динитронафтол, желтую краску для шерсти Martiusgelb, названную в его честь. Это был первый промышленно применяемый нафталиновый краситель. Он также является первооткрывателем азокрасителя Bismarck Brown Y, который до сих пор используется для окрашивания текстиля., который он назвал в честь основателя империи Отто фон Бисмарка.
В 1867 году Пауль Мендельсон Бартольди Старший и он сам основали в Боксхаген-Руммельсбурге, недалеко от Берлина, Общество по производству анилина mbH, которое в 1873 году, после покупки химического завода доктора Джордана в Альт-Трептове, недалеко от Берлина, создало Акционерное общество по производству анилина (Agfa), руководителем которого он стал после смерти партнера по производству анилина.
Также в 1867 году он был одним из основателей Немецкого химического общества, в 1874 году он был председателем Ассоциации по охране патентов, а в 1877 году он стал непостоянным членом Имперского патентного ведомства и членом-основателем «Ассоциации по охране интересов немецкой химической промышленности». Он также был членом Экономического комитета, Имперского страхового управления, Комиссии по железнодорожным тарифам и участвовал в основании Химического института кайзера Вильгельма в 1911 году.